# Алібасов Барі Карімович
Барі Карімович (Борис Миколайович) Алібасов (каз. Бауыржан Кәрімұлы Әлібасов; тат. Бари Кәрим улы Әлибасов; нар.. 1947 за паспортом 6 червня 1947, Чарськ, Чарський район, Семипалатинська область, Казахська РСР) — радянський і російський музикант, композитор, музичний продюсер, заслужений артист Росії (1999). Казах за національністю.

## Біографія

### Дитинство та юність
Бауиржан Карімович Алібасов народився 6 червня 1947 року в багатодітній сім'ї.
Батько — Карім (Микола) Касимович Алібасов, казах з роду аргин, керував Сільгоспбанком у Чарську, а мати — Іраїда Ібрагімівна Абрарова, татарка, була бухгалтером у дитячому садку і за сумісництвом підробляла в паровозному депо.
Навчався в школі № 232 міста Чарська. За вільний характер і часте порушення дисципліни був виключений з комсомолу і декілька разів зі школи.
Уже в дитинстві Барі виявляв схильність до творчості. У школі він почав активно займатися художньою самодіяльністю (співав у хорі, грав на барабанах, був конферансьє), створив свій власний драмгурток (поставив виставу за Антоном Чеховим «Сільський ескулап»). На початку 1960-х років, коли Барі вчився в старших класах, він разом з декількома однокласниками організував свій перший музичний ансамбль, з яким гастролював довколишніми колгоспами.
Після закінчення школи в 1965 році, вступив до Усть-Каменогорского будівельно-дорожнього інституту (нині Східно-Казахстанський державний технічний університет) на архітектурно-будівельний факультет.
Барі Алібасов проходив строкову службу в лавах Радянської армії з 1969 по 1971 роки у військах ППО Середньо-Азіатського військового округу в Алма-Атинській області. Прослуживши півроку, був переведений до ансамблю пісні і танцю САВО, де створив ансамбль «Запал» при штабі ППО САВО.
У 1973—1974 роках навчався в Усть-Каменогорському музичному училищі по класу ударних, але з початку гастрольної діяльності групи «Інтеграл», навчання не завершив.

### Створення групи «Інтеграл»

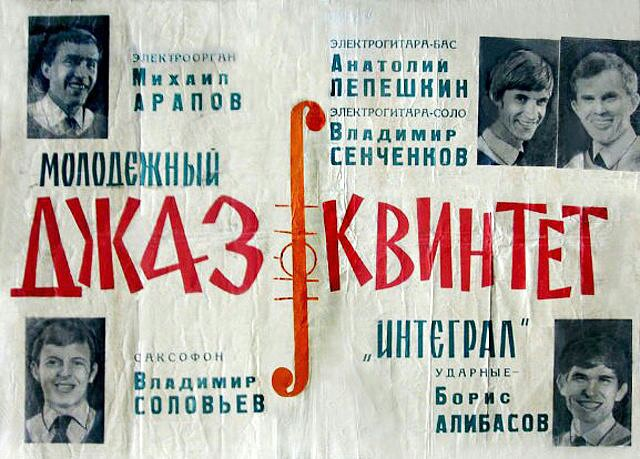

У 1966 році разом зі своїм однокурсником Михайлом Араповим, організував музичну групу «Інтеграл», що грала музику в стилі джаз, (вона значилася при Усть-Каменогорському будівельно-дорожньому інституті). Тоді ж Барі Алібасов проявляє себе і як композитор, написавши свою першу пісню — твіст «Весняний дощ».
У 1971 році, повернувшись з армії, Барі відроджує «Інтеграл». З 1973 року ансамбль працює у Східно-Казахстанській обласній філармонії, отримавши в Казахстані атестаційні посвідчення артистів ВІА. Група стає лауреатом фестивалю «Дружба народів» в Алма-Аті і ряду інших конкурсів. А у 1980 році — стала лауреатом 1-го Всесоюзного рок-фестивалю «Тбілісі-1980», у 1985 була учасником програми 12-го Міжнародного фестивалю молоді і студентів у Москві.
Під керівництвом Барі Алібасова група «Інтеграл» проіснувала 22 роки, за цей час вона експериментувала з багатьма музичними стилями: від рок-н-ролу до психоделік-андеграунду, від ф'южн до кантрі і блюзу.

### Створення групи «На-На»

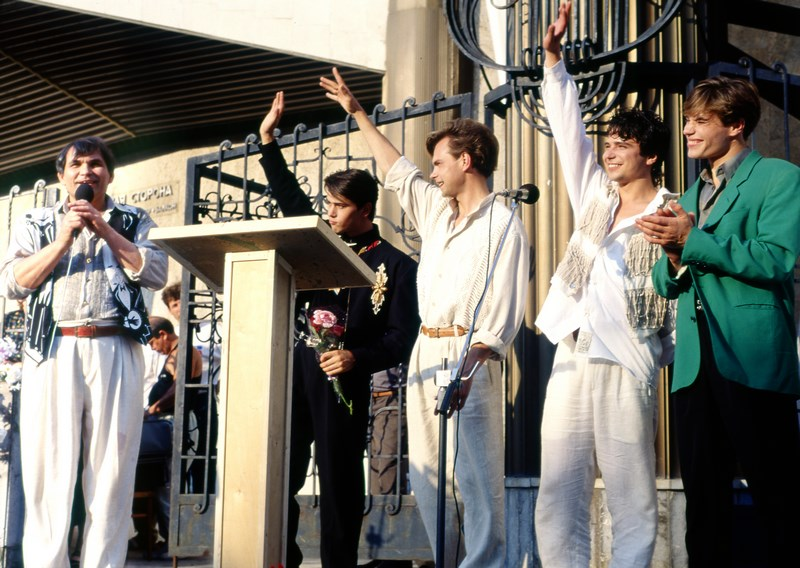

У 1989 році Барі Алібасов розпустив групу «Інтеграл» і оголосив кастинг у поп-групу «На-На», незмінним керівником якої є і досі.
У тому ж році відбувається перший виступ групи «На-На» на Міжнародному фестивалі «Фейс ту фейс» («Обличчям до обличчя»).
Під керівництвом Алібасова група «На-На» стає надзвичайно популярною і комерційно успішною в 1990-ті роки. Як художній керівник «На-На» Барі створив і зрежисирував 9 шоу-програм, є режисером 21 фільму-концерту групи. Також є автором текстів і композитором багатьох пісень з репертуару колективу.
Барі Алібасов і «На-На» також займаються благодійною діяльністю, дають концерти для дітей-інвалідів, беруть участь в благодійних акціях (таких як «День Добра» на ВВЦ, «Щит і Ліра» і безліч інших).

### Захоплення фотографією
Барі Алібасов займається фотографією протягом двадцяти років. В рамках міжнародного фестивалю «Мода і стиль у фотографії» в галереї «ТХТ» пройшла персональна виставка фотографій Барі Алібасова.

## Нагороди
- 2008 — Ювілейна медаль «10 років Астані»[18]

## Особисте життя

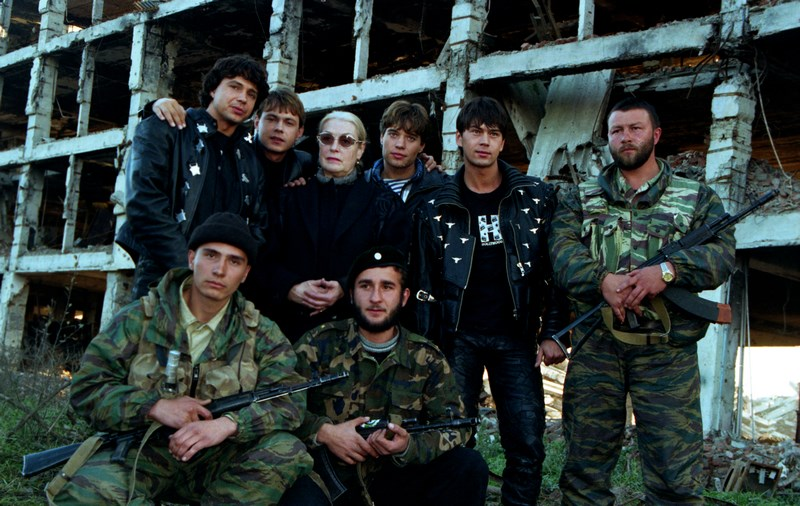
На-На в Чечні у 1996 році разом з Лідією Федосєєвою-Шукшиною

У Барі Алібасова є дві старші сестри Зоя та Роза, а також брати Булат та Газіз.
Він був у офіційному шлюбі 5 разів. Шостим є нинішній фактичний шлюб з Лідією Федосєєвою-Шукшиною (з 20 листопада 2018 року).
Був у фактичному шлюбі з Оленою Уронич, від цього шлюбу є син — Барі Барієвич Алібасов (нар.. 20.09.1985).
23 липня 2013 року таємно одружився з актрисою Вікторією Вікторівною Максимовою (нар. 3 травня 1987), своєю колишньою помічницею. Цей шлюб став для продюсера шостим, а для його молодої дружини — першим. У 2014 році у неї народився син (від іншого чоловіка), якого назвали Іван Максимов. Алібасов розлучився з нею в 2017 році, але розлучення не оформили.
За спірним твердженням першої шкільної любові Барі Алібасова (школа № 232 міста Чарська) Світлани Боховчук (названої Барі у своїй автобіографічній книзі Оленою), нині проживає в Італії, у них є позашлюбна дочка Віра (кандидат медичних наук).

## Судові розгляди
У суді інтереси шоумена представляє адвокат Сергій Жорін.
23 березня 2010 року Барі Алібасов досяг безпрецедентного судового рішення щодо блогера, який назвав Алібасова «татаро-казахським гастарбайтером». Він зумів не тільки залучити наклепника до суду, але і стягнути з нього рекордну за російськими мірками компенсацію моральної шкоди в розмірі 1 100 000 рублів. Правда, на думку Станіслава Садальського і Миколи Фандєєва ця історія — типовий піар-хід, причина якого — відсутність попиту на групу «На-на».

## Інцидент з отруєнням
4 червня 2019 року Барі Алібасов був госпіталізований до НДІ імені Скліфосовського через важке отруєння, ймовірно, рідиною для прочищення труб. Піар-директор артиста Вадим Горожанкін повідомив агентству РІА Новини, що лікарі діагностували опік шлунка четвертого ступеня. За словами Володимира Політова, Алібасов через поганий зір переплутав пляшку соку з хімічним засобом.
6 червня стало відомо, що продюсер знаходиться в стані медикаментозного сну. В цьому стані він перебував майже тиждень і потім пішов на поправку.
У ЗМІ навіть з'являлися публікації про смерть Алібасова, але на даний момент всі вони були спростовані його піар-директором.

## Цікаві факти
- З 2001 по 2004 рік Барі Алібасов вів на московському телеканалі М1 гумористичне ток-шоу «Бредні Барі», в якому ставив смішні запитання запрошеним знаменитостям[38][39].
- У 2004 році продюсував групи «DJ Big Bang» і «Pin C@de»[40]
- У червні 2012 року в місті Чарьк, де народився Алібасов, вулиця Миру була перейменована на вулицю Барі Алібасова. У школі № 232 міста Чарська, де навчався Барі працює присвячений йому музей.[41]
- Барі Алібасов разом з Данко брав участь у телепередачі «Хто хоче стати мільйонером?» (23 листопада 2013 року). Дует виграв 3 млн рублів.

## Книги
- Алибасов Бари. Основы НА-НАйской философии. — Центрполиграф, 1999. — 430 с. — ISBN 5-227-00512-5. (рос.)

## Фільмографія
| Рік       |   | Назва                        | Роль                         |
| --------- | - | ---------------------------- | ---------------------------- |
| 1980      | ф | Хитра ворона (мультфільм)    | музика                       |
| 1995      | ф | «Старі пісні про головне»    | бригадир косарів             |
| 1996      | ф | «Померти від щастя і любові» | Лаврентій Берія              |
| 1997      | ф | «Старі пісні про головне 3»  | шаман (у титрах не вказаний) |
| 2003      | ф | «Ігри метеликів»             | член журі                    |
| 2004—2009 | з | Моя прекрасна няня           | камео                        |
| 2005      | ф | «Коси і забивай!»            | Патрон                       |
| 2005      | ф | «Здрастуйте, ми ваш дах!»    | Ім'я персонажа не вказано    |
| 2005      | ф | «Попса»                      | камео                        |
| 2012      | ф | «Деффчонки»                  | камео                        |